# WHERE (SQL)
WHERE句は、SQLにおける予約語の1つである。データ操作言語 (DML) と共に使用し、DMLが操作する行を限定する役割を持つ。
WHERE句の指定は必須ではないが、データを操作する命令と一緒に使用することで対象を限定することができる。
具体的には、SELECT, INSERT, UPDATE, DELETE の各命令で操作対象の行を限定することができる。

## 文法
WHERE はデータ操作言語 (DML) と共に使用される。一般的な構文は以下のようになる。
```
SQL
-
DML命令

FROM
 
テーブル名
 

WHERE
 
条件

```

WHERE の後に記述された条件が真のとき DML の操作（抽出・削除など）の対象となる。条件が偽または不明 (NULL) のとき、操作の対象とならない。
次のクエリーは、mytable テーブルの mynumber が100より大きいものを抽出する。
```
SELECT
 
*

FROM
   
mytable

WHERE
  
mynumber
 
>
 
100

```

次の DELETE文は、mytable テーブルの mynumber に値が入っていないか、100が入っているものを削除する。
```
DELETE

FROM
   
mytable

WHERE
  
mynumber
 
IS
 
NULL
 
OR
 
mycol
 
=
 
100

```

## 条件文
単純な条件文は、演算子の =, <>, >, >=, <, <=, IN, BETWEEN, LIKE, IS NULL or IS NOT NULL を使用する。
条件式は必要に応じてかっこで囲むことができる。また、複数の条件文を AND や OR で接続することができる。この優先順位を明示するためにもかっこは有用である。かっこがない場合、AND 演算子が OR 演算子に優先される。
以下の例は mytable テーブルにある「mynumber が100より大きい」かつ「『アイテム』が『ハンマー』」であるデータを削除する。
```
DELETE

FROM
   
mytable

WHERE
  
mynumber
 
>
 
100
 
AND
 
アイテム
 
=
 
'ハンマー'

```

### IN
IN は、直後に記述したデータ群の中に一致する値があるかどうかを判断する。
```
SELECT
 
ename
 
WHERE
 
ename
 
IN
 
(
'値1'
,
 
'値2'
,
 
...)

```

この文の場合、ename がかっこの中のいずれかと一致すれば真となる。例えば値が2つの場合は以下の文と同等になる。
```
SELECT
 
ename
 
WHERE
 
ename
=
'値1'
 
OR
 
ename
=
'値2'

```

後者の書き方の場合複数の列を判定に含めることができるが IN では単一の項目しか対象にできない。一方、候補の件数多い場合は IN を使用した方が簡潔に書くことができる。

### BETWEEN
BETWEEN は、指定された範囲内に値があるかを判断する。
```
SELECT
 
ename
 
WHERE
 
ename
 
BETWEEN
 
'値1'
 
AND
 
'値2'

```

以下の例は収入が「500000以上1000000以下」のデータを抽出する。
```
SELECT
 
収入
 
from
 
emp
 
WHERE
 
収入
 
BETWEEN
 
500000
 
AND
 
1000000

```

### LIKE
LIKE は条件に合う文字列を検索する。
末尾のワイルドカード
下の例は 'S' で始まるすべての文字列が一致する。SELECT ename FROM emp WHERE ename LIKE 'S%';

冒頭のワイルドカード
下の例は 'S' で終わるすべての文字列が一致する。SELECT ename FROM emp WHERE ename LIKE '%S';

複数のワイルドカード
下の例は 'S' がどこかに含まれるすべての文字列が一致する。SELECT ename FROM emp WHERE ename LIKE '%S%';

1文字分のワイルドカード
下の例は 'A' と 'E' の間に1文字だけ文字が存在する文字列に一致する。SELECT ename FROM emp WHERE ename LIKE '%A_E%';

文字クラス
下の例は最初の文字がアルファベットか数字か '_' である文字列に一致する。SELECT ename FROM emp WHERE ename LIKE '[a-zA-Z0-9_]%';

SQL を使用する場合、LIKE演算子は索引によるパフォーマンスを無視することを認識する必要がある。可能ならば '=' や '<>' などの演算子を使用した方がパフォーマンスがいい。また、データベースソフトによって文字の扱い（大文字と小文字など）が違うことにも注意しないといけない。

## 参照
1. ↑  “SQL WHERE Clause – Things beginners must know”. 2017年10月9日閲覧。
2. ↑  Microsoft TechnetRetrieved 21 November 2013.